# ザ・ヘッドハンターズ (プロレス)
ザ・ヘッドハンターズ（The Headhunters）は、プロレスのタッグチーム。

## 概要
ヘッドハンターA（本名 マヌエル・サンチアゴ、Manuel Santiago）とヘッドハンターB（本名 ヴィクトル・サンチアゴ、Victor Santiago）の双子の黒人プロレスラーで構成されている。全盛時の体格は180センチ、150キロ。日本やプエルトリコで活動していた。両者とも似たコスチュームを着用して、ファイトスタイルも似ているため、見分けるのが難しい。巨体の割に身軽な動きもできたため、人気を集めていた。

## 来歴
1987年にデビュー。1991年、W★INGプロモーションに参戦で初来日。早速W★ING認定世界タッグ王座を獲得し第一線に躍り出る。同団体の崩壊まで活動。1993年にはECWにも参戦し、同団体のタッグ王座も獲得した。
1992年2月9日に松永光弘が後楽園ホールのバルコニーからダイブした際、対戦相手として階下で受け止めたことでも知られる。
1995年にはビクター・キニョネスが創設したI.W.A.JAPANに転戦。同団体のデスマッチ戦線で大きな活躍を遂げた。世界初のガラスデスマッチで中牧昭二・小野浩志組と戦ったのもヘッドハンターズである。IWA世界タッグ王座も獲得した。
1996年にはFMWに移り、ここでも世界ブラスナックルタッグ王座、世界ストリートファイト6人タッグ王座を獲得した。
このようにインディーズの世界ではタッグ試合のエキスパートとして活躍したものの、WWF（1996年ロイヤルランブル、1997年）、全日本プロレス（1998年世界最強タッグ決定リーグ戦出場）といったメジャー団体では特筆すべき成績を挙げていない。
2000年代には両者ともコンディションを崩したため（松永によれば糖尿病とのこと）、メキシコやアメリカのインディー団体への散発的な参戦に留まっているが、2007年にはハッスルに参戦した。また2015年には超戦闘プロレスFMWに参戦した。
2022年、マヌエル（Ａ）が集中治療を受けていることが、松永のブログで明らかになった。

## 得意技
ムーンサルト・プレス
ヘッドハンターAのみが使用。巨体から繰り出すため大変な迫力があった。観客が双子の両者を見分ける唯一の方法であった（実際はヘッドハンターBが少し小さいのだが見た目はほとんど変わりなかった）。
ダイビング・ボディ・プレス
ダイビング・エルボー・ドロップ
ダイビング・ギロチン・ドロップ

## タイトル歴
- W★ING認定世界タッグ王座
- IWA世界タッグ王座
- CMLL世界タッグ王座
- インターナショナル・グランプリ優勝（ヘッドハンターA）
- 世界ブラスナックルタッグ王座
- 世界ストリートファイト6人タッグ王座